# Lepilemur betsileo
Il lepilemure betsileo (Lepilemur betsileo) è una specie di lemure recentemente scoperta, endemica del Madagascar.
Il nome della specie deriva dall'omonima tribù malgascia, conterranea di questo animale.

## Distribuzione
La specie è diffusa nella zona centro-orientale dell'isola, fra i fiumi Mangoro e Namorona, dove vive nella foresta pluviale primaria (non ancora intaccata dall'attività umana) e secondaria (rasa al suolo a causa del disboscamento o di un incendio, ma ricresciuta).

## Descrizione

### Dimensioni
Misura fino a 60 cm di lunghezza, pur rimanendo solitamente più piccolo: di questi, poco più di metà spettano alla coda.

### Aspetto
Il pelo è uniformemente di un caldo marrone, con tonalità più scure nella zona dorsale, ma che vanno schiarendosi sempre più verso la zona ventrale. La testa, le mani e la coda tendono al nero, mentre una striscia bianca corre da un orecchio all'altro, passando per la mandibola anch'essa bianca.